# HMS Hood (1918)
HMS Hood byl bitevní křižník třídy Admiral, sloužící v Royal Navy. Celkem měly být postaveny čtyři lodě této třídy (Anson, Hood, Howe a Rodney), ale v době realizace projektu došlo k bitvě u Jutska, ve které byly výbuchem muničních skladišť zničeny tři britské bitevní křižníky (HMS Indefatigable, HMS Queen Mary a HMS Invincible). Po bitvě došlo k přehodnocení koncepce britských bitevních křižníků a z třídy Admiral tak byl po rozsáhlých úpravách projektu dokončen pouze Hood. Ten se stal vůbec posledním postaveným britským bitevním křižníkem. Jména sesterských lodí byla po válce přidělena novým bitevním lodím třídy Nelson (HMS Rodney) a třídy King George V (HMS Anson a HMS Howe).

## Konstrukce

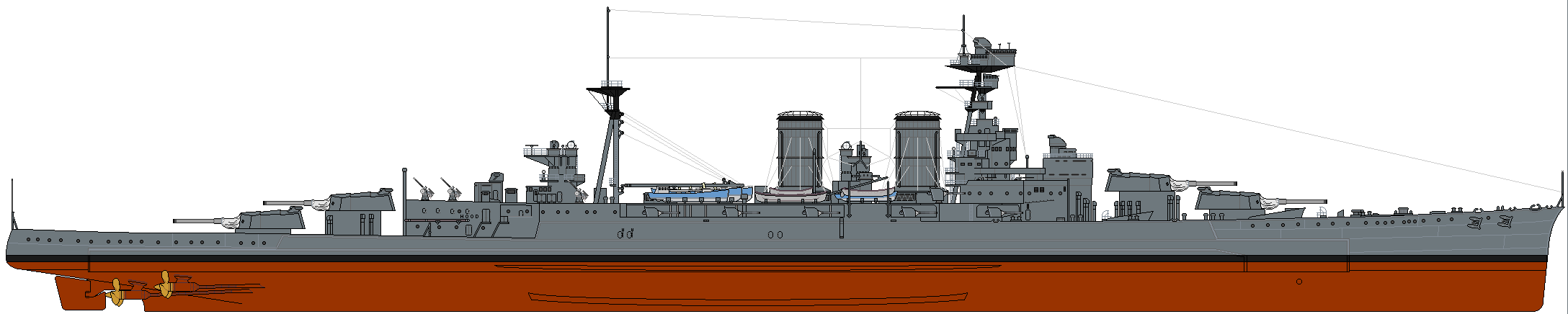
HMS Hood v roce 1921

Stavba lodi začala 1. září 1916 v loděnicích John Brown & Company. Po ztrátě tří bitevních křižníků v bitvě u Jutska byla konstrukce zesílena a bylo přidáno 5000 tun pancéřování. Hlavním cílem úprav bylo poskytnout lodi ochranu i proti dělům ráže 381 mm (15 palců), které měla sama ve výzbroji. V té době byla loď také někdy klasifikována jako rychlá bitevní loď, přestože Royal Navy nazývala každou bitevní loď, rychlejší než 24 uzlů, bitevním křižníkem bez ohledu na jeho pancéřování a koncepci vůbec. V době svého dokončení byl Hood největší bitevní lodí na světě, byl považován za chloubu celé Anglie. Rozdíl ve velikosti mezi ním a vůbec největší bitevní lodí v historii Royal Navy HMS Vanguard, dokončenou ovšem až v roce 1946, byl minimální.
Vzhledem k tomu, že se se stavbou lodi spěchalo, měla i po přepracování četné vady. Přední sklady korditu byly přesunuty pod sklady nábojnic. Právě výbuch skladů korditu byl příčinu ztráty tří bitevních křižníků v bitvě u Jutska. Navíc řešení pancíře nechránilo loď proti granátům dopadajícím ze všech úhlů. Hlavní slabinou lodi byla ochrana proti palbě z větší vzdálenosti, kdy vrchem dopadající granáty mohly snadno prorazit tenké pancéřové paluby a vybuchnout hluboko uvnitř lodi (to se také Hoodu stalo osudným). Problémem také bylo, že konstrukce byla dodatečnými úpravami značně přetížena. Dokonce se před spuštěním lodi uvažovalo o jejím sešrotování, ale poválečná ekonomika by nedovedla zaplatit její náhradu.
Stavba sesterských lodí Anson, Howe a Rodney byla zastavena v březnu 1917 a dokončen byl jen Hood. Hlavní důvody byly dva. Za prvé, německé lodě, na které byla 'třída Admiral' odpovědí, nebyly nikdy dokončeny. Za druhé, bylo zřejmé, že jejich konstrukce má řadu nedostatků, které nemohla vyřešil pouhá modifikace projektu. V té době už také byly řešeny koncepce nových tříd bitevních lodí, jako byly projekty N3 a G3.
Loď byla spuštěna v roce 1918 a byla u toho vdova po admirálu Horaci Hoodovi, vzdáleném příbuzném admirála Hooda, který zahynul v bitvě u Jutska na palubě bitevního křižníku HMS Invincible. Do služby loď vstoupila v roce 1920, jako vlajková loď eskadry bitevních křižníků britské atlantické floty. Jako první jí velel kapitán Wilfred Tomkinson. Stavba lodi stála celkem 6 025 000 liber. Díky své konstrukci byla považována za velmi elegantní loď.

## Předválečná služba

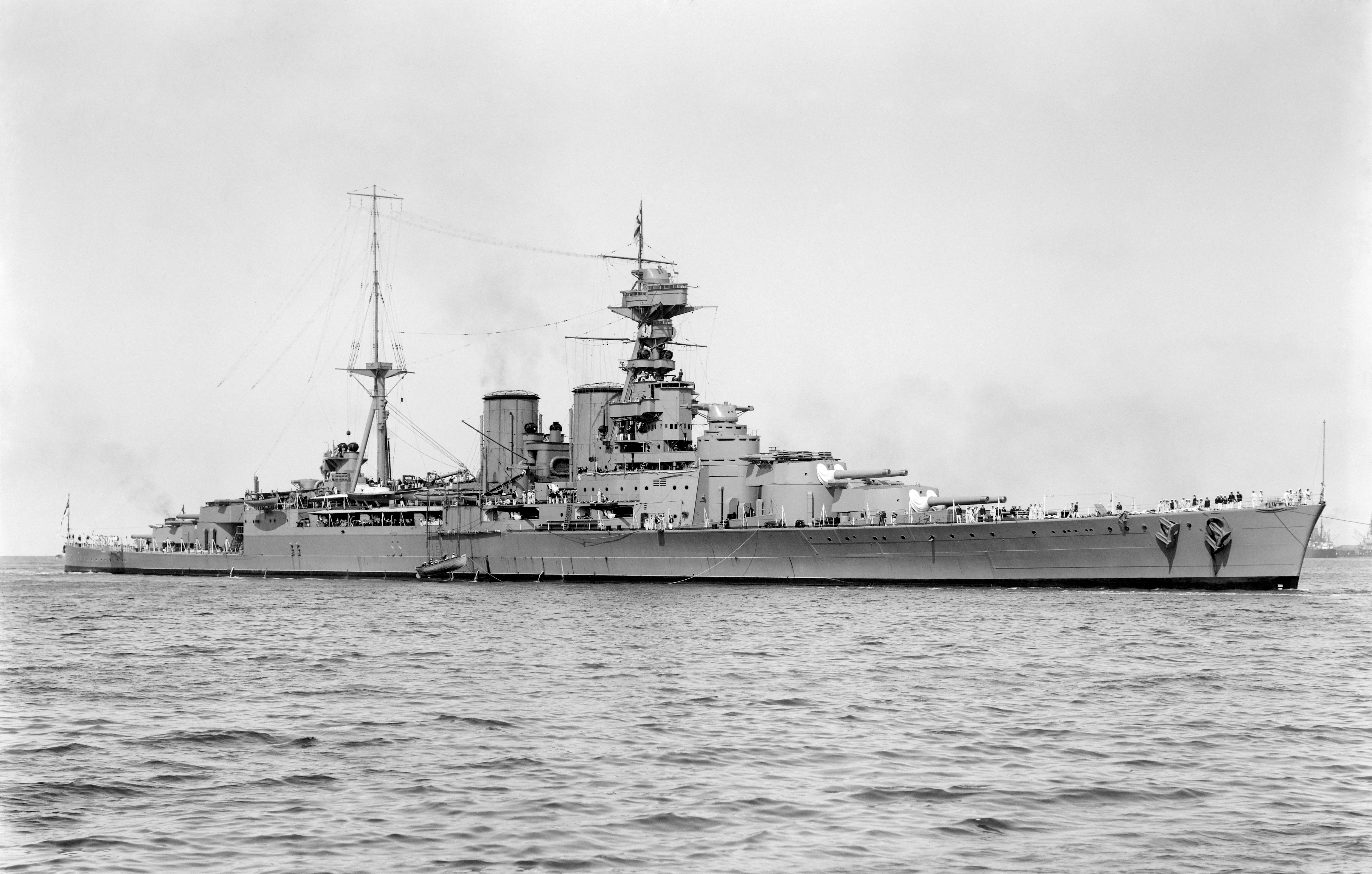
HMS Hood 17. března 1924

Ve své době byl Hood největší lodí a chloubou Royal Navy. Loď byla ve Velké Británii velice populární. Většinu času proto strávila na reprezentativních plavbách po světě. Od listopadu 1923 do září 1924 se Hood, společně s bitevním křižníkem HMS Repulse a několika menšími plavidly, vydal na cestu kolem světa. Během této cesty si loď prohlédlo 750 000 lidí. Jako navigátor na lodi v roce 1920 začal sloužit budoucí První námořní lord John H. D. Cunningham.
Od 17. května 1929 do 16. července 1930 prošla loď generální opravou a modernizaci. Další zásadní modernizace byla plánována na rok 1941 a loď po ní měla být srovnatelná s ostatními modernizovanými bitevními loďmi z první světové války (to se týkalo hlavně pancéřování muničních skladišť). Paradoxně, jelikož byla neustále na moři, byla loď koncem třicátých let poměrně dost opotřebovaná, ale s vypuknutím války nebylo možné ji stáhnout ze služby k opravám a proto se nakonec druhá modernizace nikdy neuskutečnila. Od roku 1936 byla součástí středomořské floty.

## Válečná služba

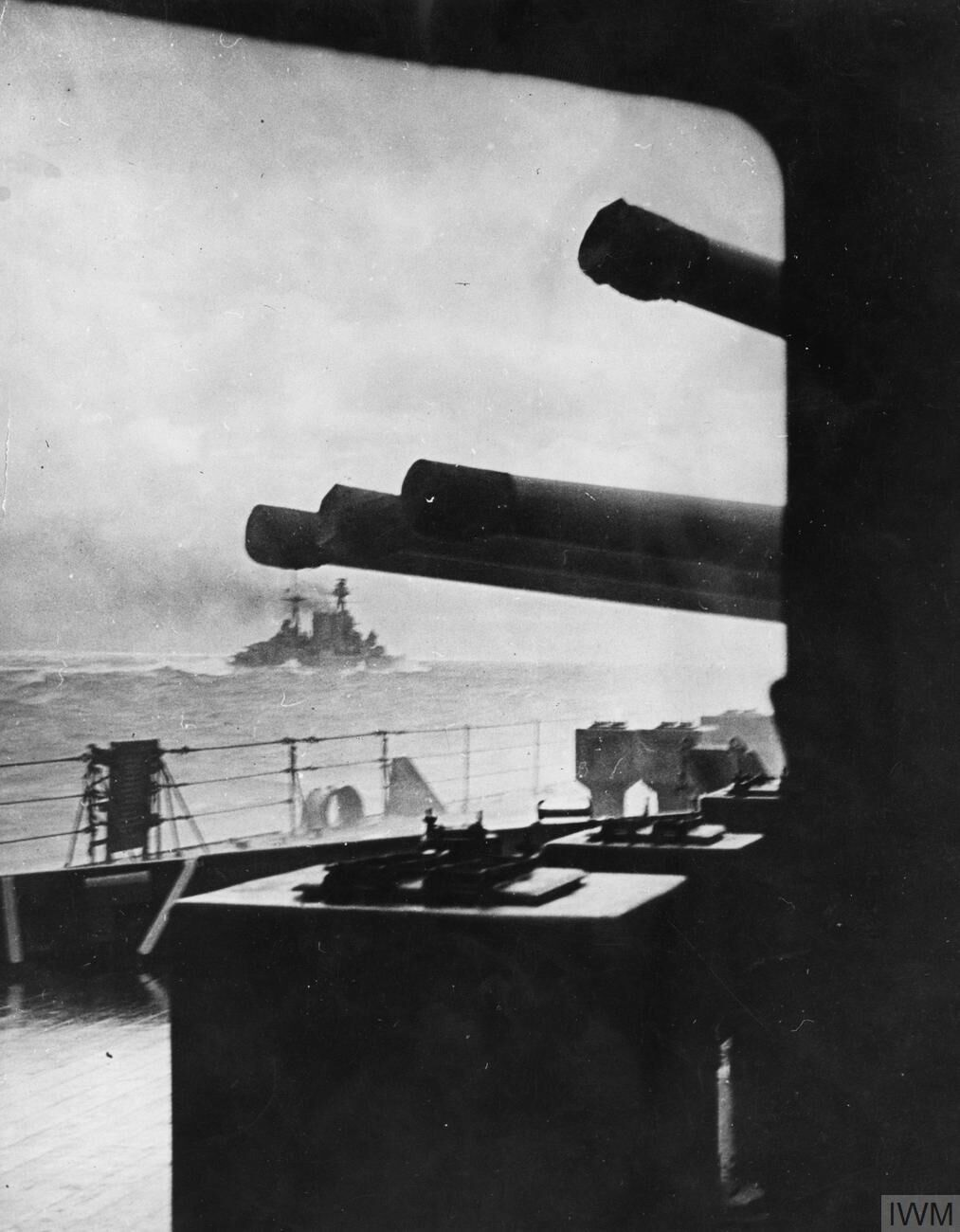
Poslední fotografie Hoodu, kdy míří za Bismarckem

V červnu 1939 se Hood připojil k domácí flotě ve Scapa Flow. Po vypuknutí války byl nasazován především při ochraně konvojů a hlídkách proti německým křižníkům v oblasti Islandu a Faerských ostrovů. V září 1939 ho zasáhla letecká puma ráže 250 kg, ale nezpůsobila žádnou škodu. V červenci 1940 byl Hood vlajkovou lodí britského Svazu H, který zničil francouzskou flotu, kotvící v Mers-el-Kebíru. Loď v bitvě vystřelila 56 granátů hlavní ráže. Pak opět patrolovala v Severním Atlantiku. Od ledna do března 1941 prošla loď údržbou v loděnicích v Rosythu. Přestože i tak byla ve špatném technickém stavu, do doby, než vstoupilo do služby více nových bitevních lodí třídy King George V, nebylo možné ji vzít do suchého doku na větší opravy.
Hood byl jednou z lodí, které se zapojily do pátráni po německé bitevní lodi Bismarck, která se v květnu 1941 pokusila proniknout do Atlantiku. Byl vlajkovou lodí viceadmirála Lancelota Hollanda a ve svazu ho ještě doplňovala úplně nová bitevní loď HMS Prince of Wales. Svaz admirála Hollanda se s Bismarckem a jeho doprovodem v podobě těžkého křižníku Prinz Eugen, střetl 24. května 1941 v úžině mezi Islandem a Grónskem (bitva v Dánském průlivu).
Jeho zadní muniční komora byla zasažena střelou z Bismarcku a Hood explodoval. Skončil stejně jako tři jeho předchůdci v bitvě u Jutska. Z 94 důstojníků a 1321 mužů posádky přežili pouze 3 námořníci (Tedd Briggs, Bob Tilburn a Bill Dundas), které ze studeného moře o dvě hodiny později vylovil torpédoborec HMS Electra.
Ztráta populární lodi byla pro mnoho Britů velkým šokem. Někteří lidé po válce vzpomínali, že zpráva o potopení Hoodu pro ně byla nejvíc šokující informací, kterou za války slyšeli. Royal Navy posléze soustředila veškeré síly na zničení Bismarcku, ke kterému nakonec 27. května 1941 došlo.

## Vrak

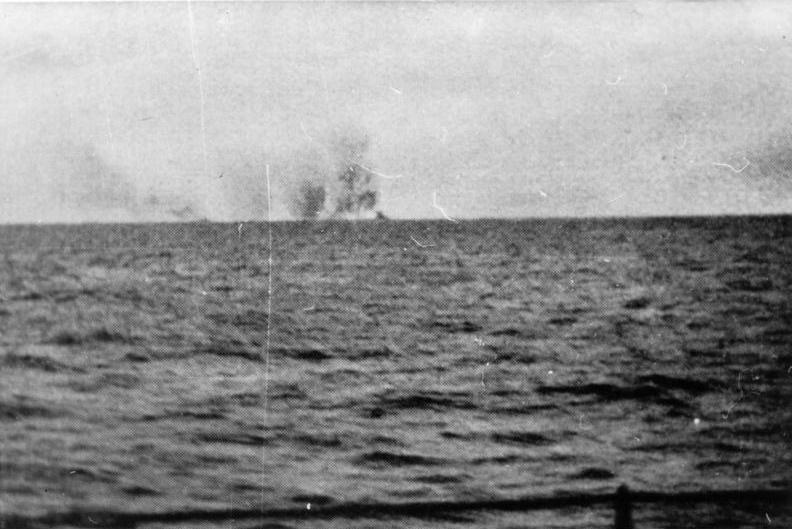
Konec Hoodu

Vrak lodi byl objeven v červenci 2001 v hloubce 3000 metrů. Objevila ho expedice, placená televizní stanicí Channel Four Television, vedená hledačem vraků Davidem Mearnsem. V roce 2002 byl vrak britskou vládou prohlášen za válečný hrob.
Trosky jsou soustředěny ve dvou hlavních oblastech. Východní pole se skládá především z menších úlomků, pocházejících z přídě. Zadní část trupu, která je největším pozůstatkem lodi, je jižněji a vytvořila při svém dopadu velký kráter. Na dalších místech se nacházejí pozůstatky věží a muničních skladišť, které byly rozmetány při výbuchu lodi. Zvlášť je také příď lodi, která se oddělila před věží A.
Lodní zvon byl vyzvednut 7. srpna 2015 Allenovou jachtou M/Y Octopus.

## Dochovaná děla
Na ostrově Ascension se z Hoodu dodnes dochovala dvě děla ráže 140 mm, pravděpodobně sejmutá při opravách v roce 1940. Děla byla v roce 1941 použita k vyzbrojení pobřežní baterie. Střílelo se z nich pouze jednou a to 9. prosince 1941, kdy baterie pálila na vynořenou německou ponorku U-124. Jsou dodnes ve výborném stavu. Jeden kus stejného děla se také zachoval na Faerských ostrovech. Kromě samotného vraku jsou to jediné velké dochované pozůstatky celé lodi.